# Empoasca curvata
Empoasca curvata är en insektsart som beskrevs av Poos 1933. Empoasca curvata ingår i släktet Empoasca och familjen dvärgstritar. Inga underarter finns listade i Catalogue of Life.